# 斯特羅恩齊 (佳切夫區)
48°54′21″N 28°18′15″E / 48.90583°N 28.30417°E
斯特羅恩齊（烏克蘭語：Строїнці）是位於烏克蘭西部外喀爾巴阡州的佳奇夫區的村莊，始建於1300年，面積0.22平方公里，海拔高度275米，2001年人口1,631。